# Rehman Chishti
Atta-Ur-Rehman Chishti (Muzaffarabad, 4 de octubre de 1978) es un político británico nacido en Pakistán, miembro del Partido Conservador. Es miembro del Parlamento por Gillingham y Rainham desde las elecciones generales de 2010. Sirvió bajo el liderazgo de Theresa May como vicepresidente del Partido Conservador para las Comunidades en 2018 y como Enviado Comercial del Primer ministro a Pakistán de 2017 a 2018. Fue nombrado Subsecretario de Estado Parlamentario para América del Norte, Sanciones y Política Consular por Boris Johnson en julio de 2022.
El 10 de julio de 2022, Chishti anunció que se presentaría a las elecciones de liderazgo del Partido Conservador. Sin embargo, se retiró el 12 de julio porque no había obtenido ningún respaldo público de otros miembros del Parlamento.